# Cementiri dels officiales de Cartago
El cementiri dels officiales de Cartago és un cementiri d'època romana situat a Cartago, a l'actual Tunísia. Excavat des del segle xix, fou descobert pel capellà Alfred Louis Delattre. D'ençà, ha lliurat mausoleus d'estuc i de guix molt elegants, un dels quals es troba exposat al Museu del Bardo com una de les obres mestres d'aquesta institució.

## Situació i superfície
Es tracta en realitat de dos jaciments molt propers l'un de l'altre (Bir el Zeitoun i Bir el Djebbana) que es troben al llarg de la carretera del Kram, a prop de l'amfiteatre romà i de les cisternes de la Malga. Cadascun ocupa uns mil metres quadrats.

## Història de les excavacions
Les excavacions del capellà Delattre es van desenvolupar durant els anys 1880-1881 i 1888-1896.

## Funció
Aquest cementiri d'enterraments col·lectius estava destinat als lliberts i esclaus imperials i a llurs famílies. Es tractava o bé de membres de l'administració de l'Àfrica Proconsular, o bé de treballadors del tabularium de Cartago al servei del procurador encarregat de la gestió dels bens imperials.
Delattre va trobar més de 900 inscriptions que esmenten gairebè 1300 individus i més 60 oficis diferents, entre els quals els de librarius, notarius, adiutor a commentariis, tabularius, adiutor tabulariorum, aedituus, nomenclator, pedisec, praeco, cursor, tabellarius, dispensator, etc. Les associacions funeràries, a canvi del pagament d'una quota, organitzaven el funeral dins d'un terreny reservat a aquest propòsit.

## Datació
Els epitafis es poden datar entre la segona meitat del s. I d. C. i la primera meitat del s. III.

## Tipus de tombes
Les tombes tenien forma de cips adornats d'estuc decorat amb motius diversos. Les urnes estaven integrades a la maçoneria i el cip podia disposar d'un lloc per al dipòsit d'ofrenes, a sobre del qual es podia trobar una dedicatòria.
Les excavacions han lliurat en particular dos mausoleus d'estuc i de marbre. Algunes tombes eren adornades amb baixos relleus d'estuc i de guix cisellat. Entre els motius que es poden observar figuren el d'un cavaller acompanyat d'altres cavallers porta-insignes així com altres motius representant el final de la vida.

## Altres dades
A prop del cementiri ha estat descoberta la villa de l'àuriga Scorpianus.